# Хокер Хајнд
Хокер Хајнд  (енг. Hawker Hind) је енглески једномоторни, двоседи, двокрилни авион, који се користио као лаки бомбардер и извиђач, између два светска рата. Производила га је енглеска фирма Хокер еркрафт (енг. Hawker Aircraft).

## Пројектовање и развој
Авион Хокер Хајнд је пројектован на основу авиона Хокер Хард заменом погонске групе (појачања) и отклањањем уочених недостатака у току експлоатације. Пројект авиона Хокер Хајнд је започет 1934. године, прототип је полетео 12. септембра 1934. године а први авион из серијске производње је испоручен РАФ-у 4. септембра 1935. године.

## Технички опис
Авион је био наоружан са 1 митраљезом Vickers .303 калибра (7,7 mm) напред синхронизовани, 1 митраљезом Lewis .303 калибра (7,7 mm) назад у другом кокпиту и 231 kg бомби испод крила. У извиђачкој варијанти уместо бомби носио је фотокамеру за снимање терена.

### Варијанте авиона Хокер Хајнд
- Hind Mk I - Двоседи лаки бомбардер направљен за RAF, са мотором Rolls-Royce Kestrel V снаге 477 kW (640 hp).
- Afghan Hind - Сличан моделу Hind Mk I, четири са мотором Rolls-Royce Kestrel V, плус четири са мотором Kestrel UDR; испоручено Авганистану.
- Latvian Hind - Двоседи авиони за обуку са радијалним мотором Bristol Mercury IX; три направљена за Литванију.
- Persian Hind - Модификована верзија Hind Mk I, са радијалним мотором Bristol Mercury VIII; 35 примерака направљена за Персију.
- Portuguese Hind - Сличан моделу Hind Mk I, два авиона су направљена као бомбардери, а два су направљена као авиони за обуку и испоручени Португалији.
- Swiss Hind - Двоседи ненаоружани авион за везу (курирски); један авион је испоручен Швајцарској.
- Yugoslav Hind - Модификована верзија Hind Mk I, два авиона су са Rolls-Royce Kestrel XVI мотором, а један са Gnome-Rhone Mistral мотором.

## Земље које су користиле Авион Хокер Хајнд
| - Авганистан - Иран - Ирска - Нови Зеланд - Португалија | - Јужна Африка - Литванија - Краљевина Југославија - Швајцарска - Уједињено Краљевство |

## Оперативно коришћење
Авион Хокер Хајнд се производио у периоду од 1935 до 1938. године и произведен је у 528 примерака. Направљен је пре свега да би попунио празнину настале између застарелих лаких бомбардера који су се користили у РАФ-у и модерних лаких бомбардера који су били у фази пројектовања и испитивања. Први авиони Хокер Хајнд су испоручени РАФ-у новембра месеца 1935. године, а већ 1938. године ови авиони се користе као авиони за обуку пилота. У међувремену ови авиони су извезени у Авганистан (8), у Републику Ирску, Летонију (3), Персију (35) (Иран), Португал (4), Јужну Африку, Швајцарску (1), и Југославију (3). Најдуже се користио у Авганистану до 1957. године.

### Авион Хокер Хајнд у Југославији
Авион Хокер Хајнд (Yugoslav Hind) са мотором Gnome-Rhone Mistral
У току 1937. године Британска влада је одобрила извоз ваздухопловног материјала у Краљевину Југославију. У оквиру тога Војно Ваздухопловство Краљевине Југославије (ВВКЈ) је између осталог наручило три авиона Хокер Хајнд. Ови авиони су испоручени исте 1937. године под називом модела Yugoslav Hind. Специфичност овог модела је била у томе што су два авиона из ове испоруке била опремљена моторима Rolls-Royce Kestrel XVI снаге 745 KS (555 kW) да би били унифицирани са моторима ловаца Хокер Фјури Mk II. Трећи авион је био опремљен мотором Gnome-Rhone Mistral који се на основу лиценце производио у Индустрији авио мотора у Раковици под називом ИАМ К9 снаге 500 KS (370 kW).
У току 1938. године планирана је набавка још 30 авиона овог типа ради опремања извиђачких јединица ВВКЈ до 1940. године. Авион Хокер Хајнд је био лаки бомбардер-извиђач па је и у ВВКЈ коришћен за ту намену. Испоруком нових лаких бамбардера Бристол Бленим и њиховом производњом у земунском Икарусу одустало се од даље набавке авиона Хокер Хајнд који је већ био застарео и у тренутку испоруке ова три авиона. Ова три авиона Хокер Хајнд су придодати 11. вг за даља извиђања где су дочекали Априлски рат 1941. године.